# Kleinmühle (Buch am Wald)
Kleinmühle ist ein Wohnplatz der Gemeinde Buch am Wald im Landkreis Ansbach (Mittelfranken, Bayern). Kleinmühle liegt in der Gemarkung Buch am Wald.

## Geographie
Die ehemalige Einöde ist Haus Nr. 15 und 17 der Hauptstraße von Buch am Wald. Der Ort liegt am Berbersbach, der 1 km weiter südlich als linker Zufluss in den Hagenbach mündet. Im Westen grenzt der Bucher Wald an. Die Kreisstraße AN 5 führt ortseinwärts nach Buch an Wald (0,6 km nördlich) bzw. nach Hagenau zur Staatsstraße 2249 (1,2 km südwestlich).

## Geschichte
Gegen Ende des 18. Jahrhunderts gehörte die Kleinmühle zur Realgemeinde Buch am Wald. Die Mühle hatte das brandenburg-ansbachische Kastenamt Colmberg als Grundherrn. Unter der preußischen Verwaltung (1792–1806) des Fürstentums Ansbach erhielt die Kleinmühle die Hausnummer 42 des Ortes Buch am Wald. Von 1797 bis 1808 unterstand der Ort dem Justizamt Leutershausen und Kammeramt Colmberg.
Im Rahmen des Gemeindeedikts wurde Kleinmühle dem 1808 gebildeten Steuerdistrikt Buch am Wald und der 1810 gegründeten Ruralgemeinde Buch am Wald zugeordnet. Nach 1888 wurde Kleinmühle in den amtlichen Verzeichnissen nicht mehr aufgelistet.

### Einwohnerentwicklung
| Jahr      | 001818 | 001836 | 001840 | 001861 | 001871 | 001885 |
| Einwohner | 6      | 5      | 5      | 5      | 5      | 6      |
| Häuser    | 1      | 1      | 1      |        |        | 1      |
| Quelle    | [ 9 ]  | [ 10 ] | [ 11 ] | [ 12 ] | [ 13 ] | [ 14 ] |

## Religion
Die Einwohner evangelisch-lutherischer Konfession sind bis heute nach St. Wendel (Buch am Wald) gepfarrt, die Einwohner römisch-katholischer Konfession nach Kreuzerhöhung (Schillingsfürst).